# 27381 Balasingam
27381 Balasingam è un asteroide della fascia principale. Scoperto nel 2000, presenta un'orbita caratterizzata da un semiasse maggiore pari a 2,5434596 UA e da un'eccentricità di 0,0337688, inclinata di 4,20194° rispetto all'eclittica.